# KNVB Beker 1960/61

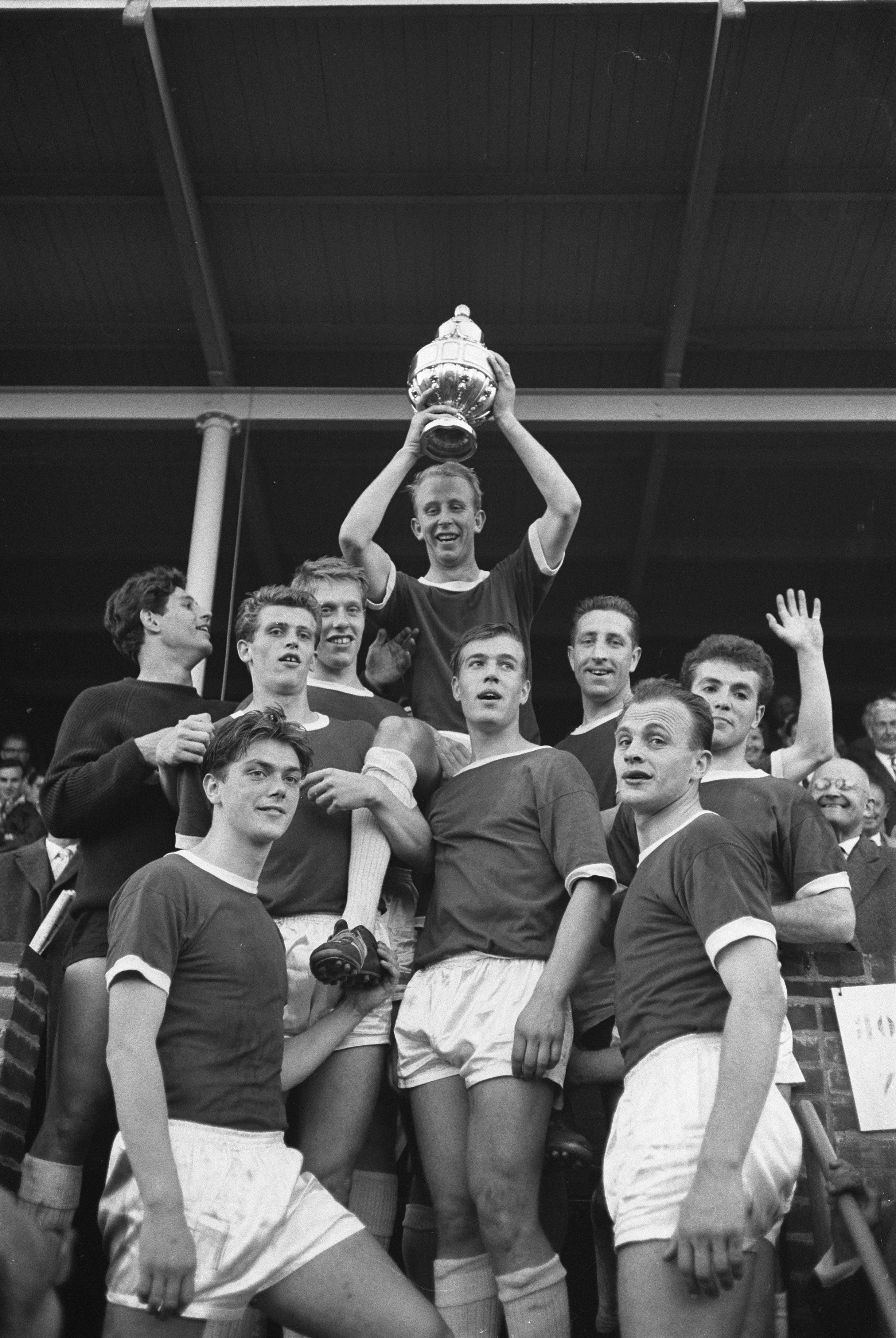
Ajax Aanvoerder Henk Groot en de KNVB Beker

De KNVB Beker van het seizoen 1960/61 was de 43e editie van de Nederlandse voetbalcompetitie met als inzet de KNVB Beker. Tevens kreeg de winnaar van de KNVB Beker voor het eerst een plek in de Europacup II. Ajax uit Amsterdam won de beker door in de finale NAC met 3-0 te verslaan.
Aan dit bekertoernooi deden ook de zes winnaars van de Districtbekers mee. Dit toernooi voor amateurs was in 1960 voor het eerst georganiseerd.

## Groepsfase
Aan de groepsfase deden 78 teams mee, verdeeld over zestien groepen. De groepen waren geografisch ingedeeld. De nummers één en twee uit elke groep plaatsten zich voor de eerste ronde.

### Groep A
| Datum             | Wedstrijd                  | Uitslag       | Scoreverloop |
| ----------------- | -------------------------- | ------------- | --- |
| 14 augustus 1960  | Heerenveen – Go Ahead      | 5 – 0 (3 – 0) | 28' Gerrit Abma 1-0, 34' Sikke Venema 2-0, 42 Bart Hainje 3-0, 57' Piet Fleur 4-0, 81' Piet Fleur 5-0 |
| 14 augustus 1960  | PEC – Zwolsche Boys        | 4 – 0 (3 – 0) | 19' Leo Koopman 1-0 20' Leo Koopman 2-0, 36' Leo Koopman 3-0, 87' Rinus Nijhoving 4-0 |
| 17 augustus 1960  | Go Ahead – PEC             | 4 – 5 (3 – 2) | 10' Rien Ensing 1-0, 20' Leo Koopman 1-1, 30' Henk van Brussel 2-1, 38' Henk ten Brink 3-1, 42' Dirk van der Wetering 3-2, 55' Joop Butter 4-2, 75' Leo Koopman 4-3, 77' Dirk van der Wetering 4-4, 85' Leo Koopman 4-5 |
| 17 augustus 1960  | Zwolsche Boys – Leeuwarden | 2 – 3 (1 – 2) | 4' Hans Verhagen 0-1, 11' Joop Pragt 0-2, 39' Henk Schols 1-2, 74' Hans Verhagen 1-3, 87' Henk Schols 2-3 |
| 18 september 1960 | Leeuwarden – Go Ahead      | 4 – 3 (1 – 1) | 10' Joop Butter 0-1, 38' Albert (Pier) Alma 1-1, 53' Jan ten Wolde 1-2, 58' Joop Pragt 2-2, 65' Henny Weering 3-2, 85' Joop Pragt 4-2, 90' Ron ten Wolde 4-3                                                            |
| 18 september 1960 | PEC – Heerenveen           | 0 – 4 (0 – 2) | 8' Sicco Kuiper 0-1, 44' Sikke Venema 0-2, 76' Gerrit Abma 0-3, 87' Gerrit Abma 0-4 |
| 30 oktober 1960   | Go Ahead – Zwolsche Boys   | 5 – 3 (2 – 2) | 8' Joop Butter 1-0, 20' Jan Scherpenhuizen 2-0, 21' Jan de Vries 2-1, 30' Henk Overmars 2-2, 60' Henk van Brussel 3-2, 70' Rien Ensing 4-2, 75' Tinus van Kampen 4-3, 76' Rien Ensing 5-3                               |
| 30 oktober 1960   | Heerenveen – Leeuwarden    | 2 – 0 (1 – 0) | 30' Henk Weide 1-0, 80' Sikke Venema 2-0 |
| 12 februari 1961  | Leeuwarden – PEC           | 3 – 1 (1 – 0) | 17' Jaap Mulder 1-0, 55' Jan Hoekema 2-0, 63' Hans Verhagen 3-0, 85' Dick van Ekeren 3-1 |
| 12 februari 1961  | Zwolsche Boys – Heerenveen | 2 – 2 (2 – 1) | 8' Tinus van Kampen 1-0, 18' Henk Hainje 1-1, 45' Freek Schutten 2-1, 85' Henk Weide 2-2 |

### Groep B
| Datum             | Wedstrijd               | Uitslag        | Scoreverloop |
| ----------------- | ----------------------- | -------------- | --- |
| 14 augustus 1960  | Be Quick – GVAV         | 1 – 1 (1 – 0)  | 15' Klaas Nuninga 1-0, 75' Piet Fransen 1-1 |
| 14 augustus 1960  | Veendam – Zwartemeer    | 2 – 2 (2 – 0)  | 15' Bert Bouma 1-0, 22' Bert Bouma 2-0, 82' Tonny Roosken (pen) 2-1, 87' Jan Smit 2-2 |
| 17 augustus 1960  | GVAV – Germanicus       | 10 – 0 (8 – 0) | Bé Kuiper 0-1, Rikkert La Crois 0-2, Piet de Koe 0-3, Rikkert La Crois (pen) 0-4, Piet de Koe 0-5, Bé Kuiper (pen) 0-6, Piet de Koe (pen) 0-7, Bé Kuiper 0-8, Bé Kuiper 0-9, Rikkert La Crois 0-10 |
| 24 augustus 1960  | Zwartemeer – Be Quick   | 3 – 3 (0 – 2)  | Gerard Oosterloo 0-1, Dré Woest 0-2, 53' Dré Woest 0-3, Tonny Roosken 1-3, Job Drent 2-3, Tonny Roosken 3-3                                                                                        |
| 18 september 1960 | Be Quick – Veendam      | 1 – 1 (0 – 0)  | 60' Nico Engelander 1-0, 88' Tiddo van der Ark 1-1 |
| 18 september 1960 | Germanicus – Zwartemeer | 3 – 3 (1 – 1)  | Wim Moes 1-0, Tonny Roosken 1-1, G.J. Supheert 2-1, Harm Kruk 3-1, Tonny Roosken 3-2, Jan Smit 3-3                                                                                                 |
| 30 oktober 1960   | Veendam – Germanicus    | 9 – 0 (5 – 0)  | Bert Bouma 1-0, Klaas van der Berg 2-0, Sietze de Jong (pen) 3-0, Willy Wilbers 4-0, Willy Wilbers 5-0, Mattheus Korte 6-0, Klaas van der Berg 7-0, Klaas van der Berg 8-0, Klaas Snip 9-0         |
| 30 oktober 1960   | Zwartemeer – GVAV       | 5 – 2 (2 – 0)  | Willy Hoogenberg 1-0, 5' Jan Smit 2-0, Jan Smit 3-0, Tonny Roosken 4-0, 65' Jan Smit 5-0, Henk Meuken 5-1, Bé Kuiper (pen) 5-2                                                                     |
| 12 februari 1961  | Germanicus – Be Quick   | 0 – 9 (0 – 5)  | Richard Brousek 0-1, Richard Brousek 0-2, Richard Brousek 0-3, Klaas Nuninga 0-4, Klaas Nuninga 0-5, Gerard Oosterloo 0-6, Dré Woest 0-7, Richard Brousek 0-8, Klaas Nuninga 0-9                   |
| 12 februari 1961  | GVAV – Veendam          | 3 – 2 (2 – 0)  | 2' Rikkert La Crois 1-0, 41' Piet Fransen 2-0, 55' Piet Fransen 3-0, 65' Bert Bouma 3-1, 80' Evert Drommel 3-2                                                                                     |

### Groep C
| Datum             | Wedstrijd                      | Uitslag        | Scoreverloop |
| ----------------- | ------------------------------ | -------------- | --- |
| 11 augustus 1960  | Rigtersbleek – Oldenzaal       | 3 – 1 (1 – 0)  | 8' Ben van der Haar 1-0, 63' Herman Schouwink 1-1, Willy Schepers 2-1, Frans Olde Riekerink 3-1 |
| 14 augustus 1960  | SC Enschede – Rigtersbleek     | 9 – 2 (3 – 0)  | 11' Pierre Kerkhoffs 1-0, 28' Gerrit Voges 2-0, 35' Pierre Kerkhoffs 3-0, 53' Pierre Kerkhoffs 4-0, 54' Gerrit Voges 5-0, Joop Janssen 6-0, 66' Pierre Kerkhoffs 7-0, 67' Frans Olde Riekerink 7-1, Pierre Kerkhoffs 8-1, Frans Olde Riekerink (pen) 8-2, Pierre Kerkhoffs 9-2 |
| 14 augustus 1960  | Tubantia – Enschedese Boys     | 3 – 4 (1 – 3)  | 14' Willy Roters 1-0, Gerrit Moddejonge 1-1, Gerrit Moddejonge 1-2, Henk Leusink 1-3, 46' Richard Paauwe (pen) 1-4, Willy Roters 2-4, 84' Willy Roters 3-4 |
| 17 augustus 1960  | Enschedese Boys – SC Enschede  | 2 – 0 (0 – 0)  | 65' Abe Lenstra 1-0, 78' Koen Weijdijk 2-0 |
| 18 september 1960 | SC Enschede – Tubantia         | 1 – 3 (1 – 1)  | 2' Jan Ruinemans 0-1, 35' André Hofman 1-1, 68' Jan Ruinemans 1-2, 73' Ton Dekker 1-3 |
| 18 september 1960 | Oldenzaal – Enschedese Boys    | 2 – 2 (1 – 1)  | 9' Peter Hoomans 1-0, 30' Henk Leusink 1-1, 59' Peter Hoomans 2-1, 72' Henk Leusink 2-2 |
| 30 oktober 1960   | Enschedese Boys – Rigtersbleek | 6 – 2 (0 – 1)  | 1' Hennie Vrelink 0-1, Gerrit Moddejonge 1-1, Frans Olde Riekerink 1-2, Koen Weijdijk 2-2, 60' Gerrit Moddejonge 3-2, Gerrit Nijsink (pen) 4-2, Abe Lenstra 5-2, Koen Weijdijk 6-2                                                                                             |
| 30 oktober 1960   | Tubantia – Oldenzaal           | 0 – 5 (0 – 2)  | 3' Gerrit Plas 0-1, 21' Henk Kalsbeek 0-2, 47' Henk Kalsbeek 0-3, 57' Henk Kalsbeek 0-4, 62' Peter Hoomans 0-5 |
| 12 februari 1961  | Oldenzaal – SC Enschede        | 1 – 1 (1 – 1)  | 8' Hennie Koopman 1-0, 25' Arend van der Wel (pen) 1-1 |
| 12 april 1961     | Rigtersbleek – Tubantia        | 2 – 3 ( 1 – 2) | 19' Hennie Vrelink 1-0, 32' Gerrit Lippinkhof 1-1, 34' Gerrit Lippinkhof 1-2, 55' Willy Scholten 1-3, 62' Hennie Vrelink 2-3 |

### Groep D
| Datum             | Wedstrijd                | Uitslag       | Scoreverloop |
| ----------------- | ------------------------ | ------------- | --- |
| 14 augustus 1960  | DVC '26 – Vitesse        | 0 – 1 (0 – 1) | Leo de Kleermaker 0-1 |
| 14 augustus 1960  | Heracles – De Graafschap | 5 – 1 (3 – 1) | 2' Roel Greving 1-0, Ap Bosveld 1-1, 33' Joop Schuman 2-1, 34' Joop Schuman 3-1, Roel Greving (pen) 4-1, Roel Greving 5-1 |
| 17 augustus 1960  | De Graafschap – DVC '26  | 4 – 2 (1 – 0) | 35' Gerrit Kluin 1-0, 47' Gerrit Kluin 2-0, 70' Som 2-1, 75' Driessen 2-2, 82' Gerrit Bosveld 3-2, 88' Harry Jansen 4-2 |
| 17 augustus 1960  | Vitesse – DOS            | 1 – 4 (1 – 2) | 25' Bert Theunissen 0-1, 30' Toon Huiberts (pen) 1-1, 38' Sjaak Brokx 1-2, 65' Sjaak Brokx 1-3, 67' Bert Theunissen 1-4 |
| 18 september 1960 | DOS – De Graafschap      | 8 – 1 (4 – 1) | 4' Gerard van Wiggen 1-0, 18' Willem Weijkamp 1-1, 30' János Hanek 2-1, 36' Tonny van der Linden 3-1, 39' Gerard van Wiggen 4-1, Gerard van Wiggen 5-1, 70' Tonny van der Linden 6-1, 77' Tonny van der Linden 7-1, 82' Tonny van der Linden 8-1 |
| 18 september 1960 | DVC '26 – Heracles       | 3 – 8 (1 – 5) | 12' Hennie van Nee 0-1, 30' Teuntje Bolk 1-1, Herman Vrielink 1-2, Joop Schuman 1-3, Hennie van Nee 1-4, Hennie van Nee 1-5, Teuntje Bolk 2-5, Teuntje Bolk 3-5, Herman Vrielink 3-6, Herman Vrielink 3-7, Joop Schuman 3-8                      |
| 30 oktober 1960   | Heracles – DOS           | 0 – 1 (0 – 1) | 4' Bert Theunissen 0-1 |
| 30 oktober 1960   | De Graafschap – Vitesse  | 3 – 3 (1 – 2) | 1' Paul Koevoet 0-1, 5' Toon Huiberts 0-2, Gerrie Went 1-2, Willem Weijkamp 2-2, Paul Vet 3-2, 89' Evert van der Horst 3-3 |
| 12 februari 1961  | DVC '26 – DOS            | 1 – 3 (0 – 0) | 52' Gerard van Wiggen 0-1, Cor Luiten 0-2, 56' Gerard van Wiggen 0-3, 84' Richard van Kraaij 1-3 |
| 12 februari 1961  | Vitesse – Heracles       | 2 – 2 (1 – 0) | 20' Loek den Edel 1-0, Hennie van Nee 1-1, 58' Loek Feijen 2-1, 85' Herman Vrielink 2-2 |

### Groep E
| Datum             | Wedstrijd              | Uitslag       | Scoreverloop |
| ----------------- | ---------------------- | ------------- | --- |
| 14 augustus 1960  | Wageningen – N.E.C.    | 4 – 1 (2 – 1) | 24' Aart Budding 1-0, 25' Theo Slijkhuis 1-1, 40' Gerrit van der Weerthof 2-1, 63' Gerrit van der Weerthof (pen) 3-1, 68' Ton van de Weerd 4-1                              |
| 14 augustus 1960  | Velox – Elinkwijk      | 3 – 5 (2 – 1) | 33' Frans Geurtsen 1-0, Frans Geurtsen 2-0, 45' Michel Kruin 2-1, 60' Ben Aarts 3-1, 65' Wim Wolffers 3-2, 70' Chris Oomen 3-3, 71' Jozef Siahaya 3-4, 85' Michel Kruin 3-5 |
| 17 augustus 1960  | Elinkwijk – Wageningen | 4 – 1 (2 – 0) | 34' Michel Kruin 1-0, 44' Michel Kruin 2-0, 47' Chris Geutjes 2-1, 67' Chris Oomen 3-1, 85' Chris Oomen 4-1                                                                 |
| 17 augustus 1960  | N.E.C. – AGOVV         | 1 – 1 (0 – 0) | 55' Tini van Reeken 1-0, 65' Joop Hartjes 1-1 |
| 18 september 1960 | AGOVV – Elinkwijk      | 2 – 2 (2 – 0) | 5' Wim Bakker 1-0, 40' Joop Hartjes 2-0, 62' Chris Oomen 2-1, 77' Chris Oomen 2-2                                                                                           |
| 18 september 1960 | Wageningen – Velox     | 3 – 1 (1 – 0) | 25' Puck Eliazer 1-0, 53' Leen Morelisse 1-1, 62' Aart Budding 2-1, Puck Eliazer 3-1                                                                                        |
| 26 oktober 1960   | N.E.C. – Elinkwijk     | 5 – 2 (2 – 2) | 11' Jozef Siahaya 0-1, Cor Smulders 1-1, 25' Herman de Jong 1-2, 28' Mari van den Dungen 2-2, 54' Wim van Dalen 3-2, 75' Cor Smulders 4-2, 86' Theo Slijkhuis 5-2           |
| 30 oktober 1960   | Velox – AGOVV          | 4 – 4 (1 – 2) | Messac Titaley 0-1, 38' Leen Morelisse 1-1, Freek Kraijer 1-2, 55' Wim Adelaar 2-2, 65' Ben Aarts 3-2, 72' Messac Titaley 3-3, 75' Freek Kraijer 3-4, 88' Wim Adelaar 4-4   |
| 12 februari 1961  | AGOVV – Wageningen     | 6 – 0 (2 – 0) | 1' Sietze de Vries 1-0, Freek Kraijer 2-0, 64' Sietze de Vries 3-0, 75' Dick Faber 4-0, 81' Dick Faber 5-0, 86' Freek Kraijer 6-0                                           |
| 22 februari 1961  | Velox – N.E.C.         | 2 – 0 (1 – 0) | 25' Leen Morelisse 1-0, 63' Wim Adelaar 2-0 |

### Groep F
| Datum             | Wedstrijd                   | Uitslag        | Scoreverloop |
| ----------------- | --------------------------- | -------------- | --- |
| 7 augustus 1960   | Volendam – De Volewijckers  | 0 – 4 (0 – 0)  | |
| 14 augustus 1960  | Rapiditas – Zeist           | 1 – 1 (0 – 1)  | Krijf 1-0, Wim Ruitenbeek (pen) 1-1 |
| 17 augustus 1960  | De Volewijckers – Rapiditas | 5 – 2 (5 – 1)  | 11' Jan Meulenbelt 1-0, 16' Wout Schaft 2-0, 21' Ab Ruitenbeek 2-1, 30' Piet Boogaard 3-1, Wout Schaft 4-1, Wout Schaft 5-1, Pietersen 5-2                                                             |
| 17 augustus 1960  | Zeist – Ajax                | 2 – 8 (2 – 3)  | Cees Groot 0-1, Frank Mijnals (pen) 1-1, 20' Gerrie Keizer 2-1, Henk Groot 2-2, Co Prins 2-3, Co Prins 2-4, Co Prins 2-5, Henk Groot (pen) 2-6, Peet Petersen 2-7, Cees Groot 2-8                      |
| 18 september 1960 | Ajax – De Volewijckers      | 1 – 1 (1 – 0)  | 40' Sjaak Swart 1-0, 52' Wout Schaft 1-1 |
| 18 september 1960 | Rapiditas – Volendam        | 2 – 2 (1 – 1)  | 37' Ab Ruitenbeek 1-0, 44' Jaap (Jut) Smit 1-1, 52' Klaas Karregat (pen) 1-2, S. Segers 2-2 |
| 30 oktober 1960   | De Volewijckers – Zeist     | 2 – 1 (0 – 0)  | Wout Schaft 1-0, Frits Soetekouw 2-0, Wout Verweij 2-1 |
| 1 januari 1961    | Volendam – Ajax             | 4 – 3 (3 – 1)  | 17' Henk Groot 0-1, 21' Dick Tol 1-1, 28' Dick Tol 2-1, 29' Dick Tol 3-1, 53' Dick Tol 4-1, 58' Bob Westra 4-2, 61' Henk Groot 4-3                                                                     |
| 12 februaria 1961 | Ajax – Rapiditas            | 10 – 0 (5 – 0) | 2' Henk Groot 1-0, 10' Henk Groot 2-0, 14' Piet Keizer 3-0, 16' Piet Keizer 4-0, 29' Co Prins 5-0, 55' Co Prins 6-0, 70' Sjaak Swart 7-0, 73' Bennie Muller 8-0, 74' Co Prins 9-0, 79' Cees Groot 10-0 |
| 12 februari 1961  | Zeist – Volendam            | 0 – 2 (0 – 1)  | 20' Dick Tol 0-1, 85' Wim Kras 0-2 |

### Groep G
| Datum             | Wedstrijd             | Uitslag       | Scoreverloop |
| ----------------- | --------------------- | ------------- | --- |
| 14 augustus 1960  | Blauw-Wit – Hilversum | 9 – 1 (4 – 0) | Ger Clement 1-0, 25' Wim Bleijenberg 2-0, Dries Mul 3-0, Gerrie Althoff 4-0, Piet Dekker 5-0, Ger Clement 6-0, Wim Bleijenberg 7-0, Evert-Jan Vonk 7-1, Dries Mul 8-1, Dries Mul 9-1 |
| 14 augustus 1960  | 't Gooi – HVC         | 1 – 2 (1 – 0) | 25' Henk Waterman 1-0, 60' Cees Houtveen 1-1, 70' Bennie Marcus 1-2 |
| 17 augustus 1960  | Hilversum – 't Gooi   | 3 – 3 (2 – 3) | 20' Chris Lefering 1-0, 32' Gerard de Jongh 1-1, 35' Theo Buenen 1-2, 40' Cees van Wilpen 1-3, 45' Chris Lefering (pen) 2-3, 52' Gijs van Wieringen 3-3                              |
| 17 augustus 1960  | HVC – DWS/A           | 2 – 1 (1 – 1) | 1' Bennie Marcus 1-0, 5' Jos Vonhof 1-1, 85' Jan Nederhand 2-1 |
| 18 september 1960 | DWS/A – Hilversum     | 3 – 0 (3 – 0) | Dick Hollander 1-0, Leen Corbran 2-0, Arie de Oude 3-0 |
| 18 september 1960 | 't Gooi – Blauw-Wit   | 2 – 3 (2 – 1) | Teus van Rheenen 1-0, Teus van Rheenen 2-0, Ger Clement 2-1, Piet Dekker 2-2, Wim Bleijenberg 2-3                                                                                    |
| 30 oktober 1960   | Blauw-Wit – DWS/A     | 3 – 0 (2 – 0) | Ger Clement 1-0, Ger Clement 2-0, Kees Noomen 3-0 |
| 30 oktober 1960   | Hilversum – HVC       | 1 – 1 (1 – 0) | 10' Gijs van Wieringen 1-0, 77' Siem Sleeking (pen) 1-1 |
| 12 februari 1961  | DWS/A – 't Gooi       | 2 – 2 (1 – 1) | 20' Teus van Rheenen 0-1, Arie de Oude 1-1, 88' Teus van Rheenen 1-2, 90' Frits Flinkevleugel 2-2                                                                                    |
| 12 februari 1961  | HVC – Blauw-Wit       | 4 – 2 (1 – 1) | 2' Cees Houtveen 1-0 15' Wim Bleijenberg 1-1, 82' Henk Wery 2-1, 84' Ries van Maarschalkerweerd 3-1, 85' Wim Bleijenberg 3-2, Ries van Maarschalkerweerd 4-2                         |

### Groep H
| Datum            | Wedstrijd                 | Uitslag       | Scoreverloop |
| ---------------- | ------------------------- | ------------- | --- |
| 14 augustus 1960 | Alkmaar '54 – ZFC         | 3 – 2 (1 – 0) | 26' Jan Visser 1-0, 53' Johan Engelsma 2-0, 57' Jan Visser 3-0, Jos van Helvert of Henny van der Linde 3-1, Henny van der Linde 3-2 |
| 14 augustus 1960 | Stormvogels – VSV         | 4 – 1 (2 – 1) | 5' Ko Bakker 1-0, 40' Siem de Graaf 2-0, 43' Cor van der Hijden 2-1, 60' Henk Snoeks 3-1, Henk Snoeks 4-1                           |
| 17 augustus 1960 | VSV – KFC                 | 3 – 3 (2 – 2) | 2' Henk van Vlierden 0-1, 15' Piet Jager 1-1, 16' Ger Farenhorst 2-1, 33' Anton Hagens 2-2, Piet Jager (pen) 3-2, Eddy Blok 3-3     |
| 17 augustus 1960 | ZFC – Stormvogels         | 1 – 1 (0 – 1) | 20' Simon Vessies 0-1, 84' Cor Smit 1-1                                                                                             |
| 2 oktober 1960   | KFC – ZFC                 | 2 – 1 (1 – 0) | 35' Martin Koeman 1-0, 54' Henk van Vlierden 2-0, Bert Cornelisse 2-1                                                               |
| 2 oktober 1960   | Stormvogels – Alkmaar '54 | 2 – 2 (0 – 0) | 67' Ko Bakker 1-0, 75' Ko Bakker 2-0, 76' Siem Tijm 2-1, 78' Johan Engelsma 2-2                                                     |
| 30 oktober 1960  | Alkmaar '54 – KFC         | 0 – 1 (0 – 1) | Henk van Vlierden 0-1 |
| 12 februari 1961 | VSV – Alkmaar '54         | 1 – 2 (1 – 2) | 4' Olof Hendriksen 1-0, 21' Arie Koopman 1-1, 44' Jan Smidt 1-2                                                                     |
| 15 maart 1961    | ZFC – VSV                 | 5 – 1 (2 – 1) | 1' André Schuerman 1-0, Ron Versluis 1-1, Piet van der Bor 2-1, André Schuerman 3-1, André Schuerman 4-1, André Schuerman 5-1       |
| 12 april 1961    | KFC – Stormvogels         | 6 – 0 (0 – 0) | 46' Henk van Vlierden 1-0, 47' Eddy Blok 2-0, 53' Wim Boer 3-0, Henk van Vlierden 4-0, Eddy Blok 5-0, 90' Eddy Blok 6-0             |

### Groep I
| Datum             | Wedstrijd     | Uitslag       | Scoreverloop |
| ----------------- | ------------- | ------------- | --- |
| 14 augustus 1960  | ADO – DHC     | 1 – 0 (0 – 0) | 67' Wim Waasdorp 1-0 |
| 14 augustus 1960  | EDO – RCH     | 3 – 2 (2 – 2) | 10' Ferry Kock 1-0, Jan Honout 1-1, 35' Jaap Duivenvoorden 2-1, Jan Honout 2-2, 75' E. Nijman 3-2                                                          |
| 17 augustus 1960  | DHC – EDO     | 6 – 2 (3 – 2) | Piet Zeegers 1-0, Henk Leonardt (pen) 1-1, Piet Zeegers 2-1, Hans Spiers 2-2, Joop Fluit (pen) 3-2, Piet Zeegers 4-2, Frans Stallen 5-2, Cor van Galen 6-2 |
| 17 augustus 1960  | RCH – Haarlem | 0 – 3 (0 – 2) | 25' Nico Jonker 0-1, 29' Eus Veen 0-2, Otto Berendregt (pen) 0-3                                                                                           |
| 18 september 1960 | ADO – RCH     | 0 – 4 (0 – 1) | 15' Bram Peper 0-1, 47' Piet van der Lippe 0-2, Piet van der Lippe 0-3, Jan Honout 0-4                                                                     |
| 18 september 1960 | Haarlem – EDO | 4 – 1 (1 – 1) | 35' Jaap Duivenvoorden 0-1, Jaap Dorenbos 1-1, 50' Nico Jonker 2-1, Fred Boom 3-1, Jaap Dorenbos 4-1                                                       |
| 30 oktober 1960   | DHC – Haarlem | 1 – 4 (0 – 3) | 21' Jaap Dorenbos 0-1, Jaap Dorenbos 0-2, Jaap Dorenbos 0-3, 79' Cor van Galen 1-3, 81' Nico Jonker 1-4                                                    |
| 30 oktober 1960   | EDO – ADO     | 0 – 1 (0 – 0) | 48' Wim Waasdorp 0-1 |
| 12 februari 1961  | RCH – DHC     | 2 – 4 (1 – 2) | Piet Zeegers 0-1, Piet van der Lippe 1-1, Frans Stallen 1-2, Piet Zeegers 1-3, Frans Stallen 1-4, Jansen (e.d.) 2-4                                        |
| 12 april 1961     | Haarlem – ADO | 1 – 2 (1 – 1) | 5' Otto Berendregt 1-0, 7' Henny den Engelse 1-1, 50' Lex Rijnvis 1-2                                                                                      |

### Groep J
| Datum             | Wedstrijd          | Uitslag       | Scoreverloop |
| ----------------- | ------------------ | ------------- | --- |
| 14 augustus 1960  | Excelsior – UVS    | 4 – 1 (4 – 0) | 2' Toon Meerman 1-0, 7' Piet Slui 2-0, 8' Toon Meerman 3-0, Toon Meerman 4-0, 80' Wim van Kampen 4-1                                |
| 14 augustus 1960  | LFC – SHS          | 2 – 3 (1 – 1) | Jilles van der Heyden 1-0, 35' Henk Heijmans 1-1, Henk Siera 2-1, 75' Arie de Wit (pen) 2-2, 90' Jan Eversdijk 2-3                  |
| 17 augustus 1960  | SHS – Sparta       | 1 – 1 (1 – 1) | Willem van Buuren 0-1, Jan Dahrs 1-1                                                                                                |
| 17 augustus 1960  | UVS – LFC          | 1 – 2 (1 – 1) | 11' Jilles van der Heyden 0-1, 20' Jan Nijman 1-1, 79' Gerry Nachtegeller (pen) 1-2                                                 |
| 18 september 1960 | LFC – Excelsior    | 0 – 6 (0 – 3) | 10' Louis Corpeleijn 0-1, 25' Toon Meerman 0-2, 37' Piet Slui 0-3, Toon Meerman 0-4, 75' Louis Corpeleijn 0-5, 85' Toon Meerman 0-6 |
| 18 september 1960 | Sparta – UVS       | 5 – 1 (2 – 1) | 5' Jan Nijman 0-1, 10' Piet de Vries 1-1, 17' Jan Allart 2-1, 52' Piet de Vries 3-1, 65' Jan Allart 4-1, 66' Willem van Buuren 5-1  |
| 30 oktober 1960   | Excelsior – Sparta | 1 – 1 (0 – 1) | 32' Henk Janssen 0-1, 67' Ad Verhoeven (e.d.) 1-1                                                                                   |
| 1 januari 1961    | UVS – SHS          | 2 – 4 (1 – 2) | 6' Theo Valkenhoff 0-1, 15' Gerard Duwel 1-1, 30' John Terborg 1-2, 55' Jan Huntink 1-3, 77' Gerard Duwel 2-3, Kees Sprenkels 2-4   |
| 12 februari 1961  | Sparta – LFC       | 3 – 0 (2 – 0) | 26' Henk Janssen 1-0, 27' Henk Janssen 2-0, 75' Piet van Miert 3-0                                                                  |
| 12 april 1961     | SHS – Excelsior    | 3 – 0 (2 – 0) | 40' Theo Valkenhoff 1-0, 45' Theo Valkenhoff 2-0, 85' Theo Valkenhoff 2-0                                                           |

### Groep K
| Datum             | Wedstrijd                        | Uitslag       | Scoreverloop |
| ----------------- | -------------------------------- | ------------- | --- |
| 13 augustus 1960  | Fortuna Vlaardingen – SVV        | 5 – 0 (2 – 0) | 18' Jan van den Berg 1-0, 20' Jan van den Berg 2-0, 55' Jan van den Berg 3-0, 65' Tinus Weber 4-0, 71' Frans Mijnsbergen 5-0                                  |
| 14 augustus 1960  | Hermes DVS – Feijenoord          | 0 – 2 (0 – 1) | Henk Schouten 0-1, Henk Schouten 0-2 |
| 18 september 1960 | Feijenoord – Fortuna Vlaardingen | 4 – 0 (3 – 0) | 10' Coen Moulijn 1-0, Henk Schouten 2-0, Mosje Temming 3-0, 58' Coen Moulijn 4-0                                                                              |
| 18 september 1960 | SVV – Hermes DVS                 | 1 – 2 (0 – 0) | 60' Eddy van de Graaf 0-1, 76' Gerrit van Pelt 1-1, Eddy van de Graaf 1-2                                                                                     |
| 1 januari 1961    | Feijenoord – SVV                 | 4 – 3 (3 – 2) | 15' Henk Schouten 1-0, 25' Joop Herwig 1-1, 37' Jan Hordijk 2-1, 37' Gerrit van Pelt 2-2, 40' Henk Schouten 3-2, 70' Gerrit van Pelt 3-3, 75' Jan Hordijk 4-3 |
| 12 februari 1961  | Hermes DVS – Fortuna Vlaardingen | 2 – 1 (1 – 0) | 5' Hans van Yperen 1-0, Kees Blankenstein 1-1, 88' Frans van der Burg 2-1                                                                                     |

### Groep L
| Datum             | Wedstrijd        | Uitslag       | Scoreverloop |
| ----------------- | ---------------- | ------------- | --- |
| 14 augustus 1960  | D.F.C. – EBOH    | 6 – 2 (3 – 1) | 5' Freek Bellaard (pen) 1-0, 9' Leen de Visser 1-1, 12' Wim de Kreek 2-1, 42' Joop van Linstee 3-1, 50' Wim de Kreek 4-1, 72' Fons van Rosmalen 5-1, 77' Dick de Boeff 5-2, 78' Joop van Linstee 6-2 |
| 14 augustus 1960  | RBC – Baronie    | 5 – 3 (2 – 2) | Cor van Zandvliet 1-0, Ad van Ierssel 1-1, René van de Boom 2-1, Kees van Beers 2-2, Benny van Hees 3-2, Henk van Ierssel 3-3, Chris de Vries 4-3, Cor van Zandvliet 5-3                             |
| 17 augustus 1960  | Baronie – D.F.C. | 1 – 3 (1 – 1) | 30' Fons van Rosmalen 0-1, 35' Frans Remie 1-1, Fons van Rosmalen 1-2, 80' Hans de Vos 1-3 |
| 17 augustus 1960  | EBOH – NAC       | 0 – 5 (0 – 1) | Leo Canjels 0-1, Leo Canjels 0-2, Leo Canjels 0-3, Hein van Gastel 0-4, Leo Canjels 0-5 |
| 18 september 1960 | D.F.C. – RBC     | 2 – 3 (0 – 1) | 9' Adri Roks 0-1, 52' Kees Vermunt 0-2, 75' Jan van Sluijsdam 1-2, Chris de Vries 1-3, 85' Hans de Vos 2-3                                                                                           |
| 18 september 1960 | NAC – Baronie    | 1 – 1 (0 – 1) | 19' Ad Kop 0-1, 67' Jacques Visschers 1-1 |
| 30 oktober 1960   | Baronie – EBOH   | 2 – 1 (1 – 0) | 35' Ad Kop 1-0, 67' Kees Groeneveld 2-0, 75' Arie Hegemans 2-1 |
| 30 oktober 1960   | RBC – NAC        | 1 – 3 (1 – 2) | Jacques Visschers 0-1, Kees Vermunt 1-1, 43' Louis Overbeeke 1-2, 50' Jacques Visschers 1-3 |
| 12 februari 1961  | EBOH – RBC       | 1 – 3 (0 – 1) | 12' Kees Cools 0-1, 54' Piet Bruijninckx 0-2, 64' Kees Cools 0-3, Jos Haneveer (e.d.) 1-3 |
| 12 februari 1961  | NAC – D.F.C.     | 1 – 0 (1 – 0) | 28' Jacques Visschers 1-0 |

### Groep M
| Datum             | Wedstrijd              | Uitslag       | Scoreverloop |
| ----------------- | ---------------------- | ------------- | --- |
| 3 augustus 1960   | Longa – Willem II      | 3 – 6 (1 – 2) | 8' Coy Koopal 0-1, 20' Jan Meijer 1-1, 31' Coy Koopal 1-2, 53' Leo Villevoye 2-2, 67' Jan Meijer 3-2, 71' Coy Koopal 3-3, 81' Piet Timmermans 3-4, 83' Kees Aarts 3-5, 90' Coy Koopal 3-6 |
| 14 augustus 1960  | NOAD – BVV             | 0 – 3 (0 – 1) | 11' Sepp Seemann 0-1, 87' Frans van der Meijs (e.d.) 0-2, 90' Sepp Seemann 0-3 |
| 14 augustus 1960  | Wilhelmina – Longa     | 5 – 0 (2 – 0) | 12' Willy van den Hurk 1-0, 35' Willy van den Hurk 2-0, 54' Willy van den Hurk 3-0, Willy van den Hurk 4-0, Antoon Martens 5-0                                                            |
| 17 augustus 1960  | BVV – Wilhelmina       | 4 – 1 (2 – 1) | 7' Fred Petterson 1-0, 31' Fred Petterson 2-0, 34' Martin Kastelijn 2-1, 56' Daan Netten (pen) 3-1, 75' Sepp Seemann 4-1                                                                  |
| 18 september 1960 | Wilhelmina – NOAD      | 0 – 2 (0 – 0) | 82' Frits Louer 0-1, Theo Kraan 0-2 |
| 18 september 1960 | Willem II – BVV        | 4 – 1 (0 – 0) | 46' Piet de Jong 1-0, 58' Wim Heijmans 1-1, 66' Georg Lambert (pen) 2-1, 81' Piet Timmermans 3-1, 84' Georg Lambert 4-1                                                                   |
| 1 januari 1961    | NOAD – Willem II       | 0 – 0         | |
| 12 februari 1961  | Willem II – Wilhelmina | 5 – 3 (2 – 1) | 6' Antoon Martens 0-1, 13' Georg Lambert 1-1, 42' Willy Senders 2-1, 49' Coy Koopal 3-1, 75' Coy Koopal 4-1, 79' Piet Timmermans 5-1, Theo Borsten 5-2, 90' Frans van der Stappen 5-3     |
| 15 maart 1961     | BVV – Longa            | 1 – 0 (1 – 0) | 5' Ben Klerks 1-0 |

### Groep N
| Datum             | Wedstrijd                 | Uitslag       | Scoreverloop |
| ----------------- | ------------------------- | ------------- | --- |
| 14 augustus 1960  | Eindhoven – Helmondia '55 | 3 – 0 (2 – 0) | 27' Wim van Kessel 1-0, 38' Wim van Kessel 2-0, 50' Ad Brocken 3-0                                                                                           |
| 14 augustus 1960  | Helmond – Gemert          | 9 – 1 (4 – 0) | |
| 17 augustus 1960  | Gemert – PSV              | 1 – 3 (0 – 3) | 8' Coen Dillen 0-1, 32' Joop van Wetten (e.d.) 0-2, 40' Piet van der Kuil 0-3, 78' Tonny Simons 1-3                                                          |
| 17 augustus 1960  | Helmondia '55 – Helmond   | 2 – 0 (1 – 0) | |
| 18 september 1960 | Helmond – Eindhoven       | 2 – 3 (0 – 0) | Thieu Houben 1-0, Jan Lindhout 1-1, Wim van Kessel 1-2, Sjef van de Kruys 1-3, Jan van Leeuwen 2-3                                                           |
| 18 september 1960 | PSV – Helmondia '55       | 7 – 1 (4 – 0) | 14' Coen Dillen 1-0, 21' Jan Renders 2-0, 27' Coen Dillen 3-0, 41' Coen Dillen 4-0, 54' Coen Dillen 5-0, 49' ? 5-1, 79' Coen Dillen 6-1, 90' Coen Dillen 7-1 |
| 30 oktober 1960   | Helmondia '55 – Gemert    | 1 – 2 (0 – 2) | Cor Vereijken 0-1, Tonny Simons 0-2, 80' Jan van Beurden 1-2                                                                                                 |
| 1 januari 1961    | Eindhoven – PSV           | 0 – 2 (0 – 0) | 72' Coen Dillen 0-1, 85' Jan Louwers 0-2 |
| 12 februari 1961  | Gemert – Eindhoven        | 1 – 3 (1 – 3) | Wim van Kessel 0-1, Wim van Kessel 0-2, Hans van Wetten 1-2, Ad Brocken 1-3                                                                                  |
| 15 maart 1961     | PSV – Helmond             | 5 – 1 (2 – 0) | Jan Louwers 1-0, Piet van der Kuil (pen) 2-0, Wim van der Plas 2-1, 55' Jan van den Heuvel 3-1, 65' Coen Dillen 4-1, 75' Coen Dillen 5-1                     |

### Groep O
| Datum             | Wedstrijd               | Uitslag       | Scoreverloop                                                                                           |
| ----------------- | ----------------------- | ------------- | --- |
| 14 augustus 1960  | Sittardia – Fortuna '54 | 2 – 0 (1 – 0) | 32' Sef Dieteren (pen) 1-0, 65' Thei Huisman 2-0                                                       |
| 14 augustus 1960  | De Valk – VVV           | 0 – 4 (0 – 1) | 45' Jan Schatorjé 0-1, 60' Bennie Slaats 0-2, 75' Cor de Meulemeester 0-3, 80' Cor de Meulemeester 0-4 |
| 18 september 1960 | Fortuna '54 – De Valk   | 2 – 1 (1 – 1) | 12' Anton (Spitz) Kohn 1-0, 16' Jan Munnecom 1-1, 51' Anton (Spitz) Kohn 2-1                           |
| 18 september 1960 | VVV – Sittardia         | 1 – 1 (1 – 0) | 30' Herman Teeuwen 1-0, 73' Gerard (Sjeer) Gruisen 1-1                                                 |
| 30 oktober 1960   | De Valk – Sittardia     | 0 – 4 (0 – 0) | Zef Brüll 0-1, Piet Quix 0-2, Bert Ehlen 0-3, Gerard (Sjeer) Gruisen 0-4                               |
| 1 januari 1961    | Fortuna '54 – VVV       | 1 – 3 (0 – 2) | 23' Hans Sleven 0-1, 37' Herman Teeuwen 0-2, 50' Anton (Spitz) Kohn 1-2, 55' Jan Schatorjé 1-3         |

### Groep P
| Datum             | Wedstrijd              | Uitslag        | Scoreverloop |
| ----------------- | ---------------------- | -------------- | --- |
| 13 augustus 1960  | Rapid JC – Roda Sport  | 1 – 0 (0 – 0)  | 48' Hubert Hanneman 1-0 |
| 14 augustus 1960  | MVV – Limburgia        | 2 – 3 (1 – 1)  | 5' Gerard Bühler 1-0, 35' Theo van Gemert 1-1, 65' Chris Coenen 2-1, 70' Chris Broeders 2-2, 75' Wil Houwers 2-3 |
| 17 augustus 1960  | Limburgia – Rapid JC   | 3 – 1 (2 – 0)  | 4' Karel Muyres 1-0, 15' Karel Muyres 2-0, Paul Ewe (e.d.) 2-1, 72' Gradus Hansen 3-1 |
| 17 augustus 1960  | Roda Sport – VVH '16   | 2 – 1 (0 – 0)  | 62' Rik Aspers 1-0, 74' Sjaak van Loo 1-1, 76' Richard Kikken 2-1 |
| 18 september 1960 | Rapid JC – MVV         | 5 – 2 (4 – 1)  | 3' Mat Loo 1-0, 5' Chris Coenen 1-1, 12' Mat Loo 2-1, 17' Mat Loo 3-1, 35' Hub Lenz 4-1, 55' Hubert Hanneman 5-1, 80' Gerard Bühler 5-2 |
| 18 september 1960 | VVH '16 – Limburgia    | 0 – 5 (0 – 2)  | Wil Houwers 0-1, Wil Houwers 0-2, Willy Hofman 0-3, Wil Houwers 0-4, Theo van Gemert 0-5 |
| 30 oktober 1960   | Limburgia – Roda Sport | 0 – 3 (0 – 0)  | Gerard Hoenen (pen) 0-1, Joseph Büttgen 0-2, Frits Janssen 0-3 |
| 1 januari 1961    | VVH '16 – MVV          | 2 – 10 (1 – 5) | Piet Claessen 1-0, Matthy Pieters 1-1, Matthy Pieters 1-2, Henk Brinkhuis 1-3, Matthy Pieters 1-4, Piet Strolenberg 1-5, Karl Vigna 1-6, Sjaak van Loo 2-6, Henk Brinkhuis 2-7, Matthy Pieters 2-8, Piet van Dijk 2-9, Henk Brinkhuis 2-10 |
| 12 februari 1961  | Roda Sport – MVV       | 3 – 2 (1 – 2)  | 8' Ludwig Klaus 1-0, 25' André Ravestijn (pen) 1-1, Jos Jongen (e.d.) 1-2, 47' Gerard Hoenen 2-2, 60' Gerard Hoenen (pen) 3-2 |
| 12 februari 1961  | VVH '16 – Rapid JC     | 0 – 10 (0 – 4) | Hub Lenz 0-1, Jan Gösgens 0-2, Pierre Custers 0-3, Hubert Hanneman 0-4, Sjaak Felder (e.d.) 0-5, Mat Loo 0-6, Jan Gösgens 0-7, Pierre Custers 0-8, Hub Lenz 0-9, Hubert Hanneman 0-10                                                      |

## Eerste ronde
| Datum         | Wedstrijd                   | Uitslag                    | Scoreverloop |
| ------------- | --------------------------- | -------------------------- | --- |
| 25 april 1961 | DOS – Elinkwijk             | 1 – 2 (0 – 1)              | 41' Wim Wolffers 0-1, 53' Jan de Jongh 0-2, 83' Tonny van der Linden 1-2                                                           |
| 25 april 1961 | Leeuwarden – Heerenveen     | 3 – 2 (2 – 0)              | 2' Albert (Pier) Alma 1-0, 8' Jan Hoekema (pen) 2-0, 57' Siep de Jongh (pen) 2-1, 60' Jaap Mulder 3-1, 72' Piet Fleur 3-2          |
| 25 april 1961 | NAC – Eindhoven             | 2 – 1 n.v. (1 – 1) (1 – 0) | 3' Hein van Gastel 1-0, 61' Willy Slaats 1-1, 91' Leo Canjels (pen) 2-1                                                            |
| 25 april 1961 | PSV – BVV                   | 3 – 1 (1 – 0)              | 6' Coen Dillen 1-0, 53' Toon Brusselers 2-0, 55' Coen Dillen 3-0, 80' Ben Klerks 3-1                                               |
| 27 april 1961 | Oldenzaal – Enschedese Boys | 2 – 1 (1 – 1)              | 31' Herman Schouwink 1-0, 44' Abe Lenstra 1-1, 62' Henk Renssen 2-1                                                                |
| 29 april 1961 | Ajax – KFC                  | 4 – 2 (2 – 1)              | 15' Cees Smit 1-0, 21' Cees Groot 2-0, Martin Koeman 2-1, Martin Koeman 2-2, Bob Westra 3-2, Cees Groot 4-2                        |
| 29 april 1961 | Be Quick – GVAV             | 2 – 4 (1 – 1)              | 30' Rob Oosterhuis (pen) 1-0, 34' Piet Fransen 1-1 48' Gerard Oosterloo 2-1, 65' Bé Kuiper 2-2, Henk Meuken 2-3, Jan Groninger 2-4 |
| 29 april 1961 | Sittardia – Rapid JC        | 1 – 0 (1 – 0)              | 20' Thei Huisman 1-0 |
| 29 april 1961 | VVV – Roda Sport            | 3 – 0 (1 – 0)              | 20' Cor de Meulemeester 1-0, 72' Hans Sleven 2-0, 75' Ton van den Hurk (pen) 3-0                                                   |
| 1 mei 1961    | ADO – SHS                   | 3 – 2 (3 – 2)              | 10' Gerrie Hup 1-0, 12' Mathijs (Mick) Clavan 2-0, 15' Lex Rijnvis 3-0, Piet van Wouw 3-1, John Terborg 3-2                        |
| 1 mei 1961    | Haarlem – Alkmaar '54       | 3 – 2 (1 – 1)              | 20' Jaap Dorenbos 1-0, 42' Johan Engelsma 1-1, 51' Johan Engelsma 1-2, 68' Jaap Dorenbos 2-2, 83' Ben de Ridder 3-2                |
| 1 mei 1961    | Heracles – AGOVV            | 3 – 1 (2 – 1)              | 17' Herman Vrielink 1-0, 20' Dick Faber 1-1, Herman Vrielink 2-1, 75' Roel Greving 3-1                                             |
| 1 mei 1961    | HVC – Feijenoord            | 4 – 1 (2 – 0)              | 14' Henk Wery 1-0, 16' Henk Wery 2-0, 58' Bennie Marcus (pen) 3-0, 72' Jan Nederhand 4-0, 74' Reinier (Beer) Kreijermaat 4-1       |
| 1 mei 1961    | Sparta – Hermes DVS         | 3 – 0 (3 – 0)              | 13' Joop Daniëls 1-0, 14' Henk Janssen 2-0, 25' Willem van Buuren 3-0                                                              |
| 1 mei 1961    | De Volewijckers – Blauw-Wit | 1 – 2 (1 – 1)              | 30' Wout Schaft 1-0, 36' Ger Clement 1-1, 89' Herman Koers 1-2                                                                     |
| 11 mei 1961   | RBC – Willem II             | 2 – 1 (1 – 0)              | Cor van Zandvliet 1-0, Chris de Vries 2-0, Willy Senders 2-1                                                                       |

## Tweede ronde
| Datum                       | Wedstrijd             | Uitslag                    | Scoreverloop |
| --------------------------- | --------------------- | -------------------------- | --- |
| 11 mei 1961                 | Oldenzaal – Heracles  | 0 – 1 (0 – 1)              | 28' Herman Vrielink 0-1 |
| 14 mei 1961                 | Elinkwijk – Blauw-Wit | 2 – 1 (1 – 0)              | 25' Jan de Jongh 1-0, 60' Jan de Jongh 2-0, 75' Jan van Doesselaer 2-1 |
| 14 mei 1961                 | HVC – Sparta          | 3 – 1 (1 – 0)              | 26' Cees Houtveen 1-0, 56' Jan Nederhand 2-0, Tonny van Ede 2-1, Bennie Marcus 3-1 |
| 25 mei 1961                 | ADO – NAC             | 3 – 4 (1 – 1)              | 11' Johnny Geraeds 0-1, 27' Mathijs (Mick) Clavan 1-1, 50' Frans Peters 1-2, 52' Mathijs (Mick) Clavan 2-2, 53' Hein van Gastel 2-3, 77' Carol Schuurman 3-3, 80' Frans van Deuren 3-4 |
| 25 mei 1961 terrein Haarlem | Ajax – Haarlem        | 2 – 1 (1 – 0)              | Henk Groot 1-0, Henk Groot 2-0, 84' Fred Boom 2-1 |
| 25 mei 1961                 | Leeuwarden – GVAV     | 2 – 1 n.v. (1 – 1) (0 – 0) | 82' Henny Weering 0-1, 90' Piet Fransen 1-1, 100' Jan Hoekema (pen) 2-1 |
| 25 mei 1961                 | RBC – Sittardia       | 2 – 0 (1 – 0)              | Benny van Hees 1-0, 60' Henk van de Ven 2-0 |
| 25 mei 1961 terrein PSV     | VVV – PSV             | 2 – 1 (0 – 0)              | 46' Cor de Meulemeester 1-0, 70' Jan van den Heuvel 1-1, 86' Willy Erkens 2-1 |

## Kwartfinales
| Datum       | Wedstrijd              | Uitslag                    | Scoreverloop                                                                                             |
| ----------- | ---------------------- | -------------------------- | --- |
| 1 juni 1961 | Ajax – Heracles        | 2 – 1 (1 – 1)              | 3' Co Prins 1-0, 23' Roel Greving 1-1, 55' Cees Groot 2-1                                                |
| 1 juni 1961 | Elinkwijk – Leeuwarden | 1 – 2 (0 – 0)              | 18' Jaap Mulder 0-1, 19' Hans Verhagen 0-2, 88' Jan de Jongh 1-2                                         |
| 1 juni 1961 | HVC – VVV              | 3 – 2 n.v. (2 – 2) (1 – 2) | 22' Cees Houtveen 1-0, 31' Hans Sleven 1-1, 41' Jan Schatorjé 1-2, 51' Henk Wery 2-2, 111' Henk Wery 3-2 |
| 1 juni 1961 | RBC – NAC              | 0 – 4 (0 – 4)              | 10' Frans van Deuren 0-1, 11' Leo Canjels 0-2, 30' Hein van Gastel 0-3, 40' Frans Peters 0-4             |

## Halve finales
De twee halve finales werden op neutraal terrein gespeeld.
| Datum                           | Wedstrijd         | Uitslag       | Scoreverloop |
| ------------------------------- | ----------------- | ------------- | --- |
| 7 juni 1961 terrein Alkmaar '54 | Ajax – Leeuwarden | 7 – 4 (4 – 3) | 3' Henk Groot 1-0, 7' Hans Verhagen 1-1, 10' Co Prins 2-1, 15' Sjaak Swart 3-1, 16' Henny Weering 3-2, 36' Peet Petersen 4-2, 41' Albert (Pier) Alma 4-3, 54' Henny Weering 4-4, 73' Henk Groot 5-4, 75' Peet Petersen 6-4, 83' Henk Groot 7-4 |
| 7 juni 1961 terrein N.E.C.      | NAC – HVC         | 3 – 0 (0 – 0) | 50' Leo Canjels 1-0, 54' Frans van Deuren 2-0, 83' Hein van Gastel 3-0 |

## Finale
|                                |                          |               |     |                                                                           |
| 14 juni 1961 Finale KNVB Beker | Ajax                     | 3 – 0 (0 – 0) | NAC | Zuiderparkstadion, Den Haag Toeschouwers: 16.000 Scheidsrechter: Leo Horn |
| 14 juni 1961 Finale KNVB Beker | Henk Groot 78', 82', 88' |               |     | Zuiderparkstadion, Den Haag Toeschouwers: 16.000 Scheidsrechter: Leo Horn |

| Ajax           |  |                  |
|                |  |                  |
| DM             |  | Bertus Hoogerman |
|                |  | Ger van Mourik   |
|                |  | Piet Ouderland   |
|                |  | Ton Pronk        |
|                |  | Werner Schaaphok |
|                |  | Bennie Muller    |
|                |  | Sjaak Swart      |
|                |  | Henk Groot       |
|                |  | Peet Petersen    |
|                |  | Co Prins         |
|                |  | Piet Keizer      |
| Trainer:       |  |                  |
| Keith Spurgeon |  |                  |

| NAC      |  |                      |
|          |  |                      |
| DM       |  | Stan de Rijk         |
|          |  | Jan van Hoogenhuizen |
|          |  | Kees Kuijs           |
|          |  | Adri Pelkmans        |
|          |  | Theo Laseroms        |
|          |  | Cock Luyten          |
|          |  | Johnny Geraeds       |
|          |  | Daan Schrijvers      |
|          |  | Louis Overbeeke      |
|          |  | Leo Canjels          |
|          |  | Hein van Gastel      |
| Trainer: |  |                      |
| Jan Blom |  |                      |

| KNVB Beker 1960/61 |
| ------------------ |
| Ajax Derde titel   |

Seizoenen: 1898/99 · 1899/00 · 1900/01 · 1901/02 · 1902/03 · 1903/04 · 1904/05 · 1905/06 · 1906/07 · 1907/08 · 1908/09 · 1909/10 · 1910/11 · 1911/12 · 1912/13 · 1913/14 · 1914/15 · 1915/16 · 1916/17 · 1917/18 · 1918/19 · 1919/20 · 1920/21 · 1921/22 · 1922/23 · 1923/24 · 1925 · 1925/26 · 1926/27 · 1927/28 · 1928/29 · 1929/30 · 1930/31 · 1931/32 · 1932/33 · 1933/34 · 1934/35 · 1935/36 · 1936/37 · 1937/38 · 1938/39 · 1939/40 · 1940/41 · 1941/42 · 1942/43 · 1943/44 · 1944/45 · 1945/46 · 1946/47 · 1947/48 · 1948/49 · 1949/50 · 1950/51 · 1951/52 · 1952/53 · 1953/54 · 1954/55 · 1955/56 · 1956/57 · 1957/58 · 1958/59 · 1959/60 · 1960/61 · 1961/62 · 1962/63 · 1963/64 · 1964/65 · 1965/66 · 1966/67 · 1967/68 · 1968/69 · 1969/70 · 1970/71 · 1971/72 · 1972/73 · 1973/74 · 1974/75 · 1975/76 · 1976/77 · 1977/78 · 1978/79 · 1979/80 · 1980/81 · 1981/82 · 1982/83 · 1983/84 · 1984/85 · 1985/86 · 1986/87 · 1987/88 · 1988/89 · 1989/90 · 1990/91 · 1991/92 · 1992/93 · 1993/94 · 1994/95 · 1995/96 · 1996/97 · 1997/98 · 1998/99 · 1999/00 · 2000/01 · 2001/02 · 2002/03 · 2003/04 · 2004/05 · 2005/06 · 2006/07 · 2007/08 · 2008/09 · 2009/10 · 2010/11 · 2011/12 · 2012/13 · 2013/14 · 2014/15 · 2015/16 · 2016/17 · 2017/18 · 2018/19 · 2019/20 · 2020/21 · 2021/22 · 2022/23 · 2023/24 · 2024/25 · 2025/26
Finales: 2013 · 2014 · 2015 · 2016 · 2017 · 2018 · 2019 · 2020 · 2021 · 2022 · 2023 · 2024 · 2025
Nederland: Eredivisie · Eerste divisie · Tweede divisie · Derde divisie/Topklasse · KNVB Beker
Europa: Champions League · Europa Cup I · Europa Cup II · Europa League · UEFA Cup · Jaarbeursstedenbeker · Intertoto Cup